# Mount Harker
Mount Harker är ett berg i Antarktis. Det ligger i Östantarktis. Nya Zeeland gör anspråk på området. Toppen på Mount Harker är 914 meter över havet.
Terrängen runt Mount Harker är kuperad norrut, men söderut är den bergig. Trakten är obefolkad. Det finns inga samhällen i närheten.